# Hydraena tridisca
Hydraena tridisca är en skalbaggsart som beskrevs av Perkins 2007. Hydraena tridisca ingår i släktet Hydraena och familjen vattenbrynsbaggar. Inga underarter finns listade i Catalogue of Life.